# مورچه انتحاری انفجاری
مورچه انتحاری انفجاری (نام علمی: Colobopsis explodens)، گونه ای از مورچه است که در جنوب شرقی آسیا یافت می‌شود. به دلیل مکانیزم رزمی نادر کارگران خودکشی دگرخواهانه در دفاع از خود، که دشمن را با ترشحات سمی و اغلب کشنده خفه می‌کنند، مورد توجه قرار گرفته‌است. این گونه قبلاً به‌طور غیررسمی با نام «گوی زرد» شناخته می‌شد.  این مورچه‌ها با انقباض ماهیچه‌هایشان «منفجر می‌شوند» تا جایی که شکم و غدد داخلی‌شان پاره شود و مایع چسبنده‌ای ترشح شود. اگر دشمن به ماده سمی گاز بزند، کنترل اعضای خود را از دست می‌دهد و در عرض چند ثانیه می‌میرد. در غیر این صورت، ماده سمی به مفاصل مهاجم می‌چسبد و دشمن را بی‌حرکت می‌کند.
این مورچه کوچک و قرمز رنگ توسط تیمی از جمله آلیس لیسینی، حشره‌شناس موزه تاریخ طبیعی وین، در بورنئو کشف شد. او توضیح داد که چگونه مورچه‌ها برای نجات سایر اعضای کلنی خود را منفجر می‌کنند. آنها هنگامی که با دشمنی روبرو می‌شوند که عقب‌نشینی نمی‌کند، مورچه انتحاری به حشره می‌چسبد و خود را منفجر می‌کند و دشمن را نیش می‌زند. به این ترتیب که مورچه پشت خود را مستقیماً به سمت دشمن مهاجم خود زاویه می‌دهد و سپس شکم خود را چنان خم می‌کند که بدن خود را متلاشی کند و ماده ای زرد و کشنده را آزاد می‌کند. ماده ای ذخیره شده براق که بوی آن متمایز و نه نامطبوع و به طرز عجیبی یادآور کاری توصیف شده‌است. با این حال، توانایی منفجر شدن چیزی نیست که همه مورچه‌های این گونه دارند. فقط کارگران خردسال، همه ماده‌های عقیم، هستند که بدن خود را با انفجار منفجر می‌کنند تا از اعضای بزرگتر کلونی محافظت کنند. مشخص شد که آنها به عنوان یک دفاع به ویژه مستعد از خود گذشتگی هستند و حتی با نزدیک شدن محققان متجاوز نیز منفجر می‌شوند. این تمایل به خودکشی، که شبیه به زنبوری است که در هنگام تهدید نیش می‌زند، اتوتیزیس یا خودکشی دگرخواهانه نامیده می‌شود و در ابر ارگانیسم‌هایی مانند مورچه‌ها که به صورت جمعی کار می‌کنند و نیازهای گروه کلونی مهم‌تر از فرد است، رایج است.

## ژنتیک و مکانیسم‌های مولکولی رفتار انتحاری

### ژن‌های کنترل‌کننده توسعه غدد دفاعی
مطالعات ترانسکریپتومیک نشان داده‌اند که ژن‌های خاصی مانند CYP4G (از خانواده سیتوکروم P450) در کارگران مینور این گونه به میزان قابل توجهی بیش‌ازحد بیان می‌شوند. این ژن‌ها مسئول متابولیسم لیپیدها و تولید ترکیبات سمی در غدد دفاعی ویژه هستند. 
 همچنین، ژن‌های خانواده‌های ELP3 و JHEH که در توسعه بافت‌های ترشحی نقش دارند، در این مورچه‌ها به شکل متفاوتی تنظیم می‌شوند. این تغییرات بیان ژن منجر به تشکیل غدد تخصص‌یافته‌ای می‌شود که قادر به تولید و ذخیره‌سازی مقادیر کشنده‌ای از ترکیبات سمی هستند (Laciny et al., 2018).
تحقیقات بیشتر نشان می‌دهد که این غدد در طول تکامل مورچه‌های انتحاری دستخوش تغییرات ساختاری قابل توجهی شده‌اند. دیواره‌های این غدد به گونه‌ای تکامل یافته‌اند که در هنگام انقباض عضلانی به راحتی پاره می‌شوند و محتوای سمی خود را به سمت مهاجم پرتاب می‌کنند. این سازگاری ساختاری مستقیماً تحت کنترل شبکه‌ای از ژن‌های توسعه‌ای قرار دارد که در سایر گونه‌های مورچه‌ها فعال نیستند (Jones et al., 2020).

### سیستم ژنتیکی کنترل خودتخریبی
رفتار انفجاری نیاز به مکانیسم‌های مولکولی دقیقی دارد که شامل سه جزء اصلی می‌شود:  
1. فعال‌سازی کاسپازهای خاص: این آنزیم‌های تخریب سلولی معمولاً در فرآیند آپوپتوز نقش دارند، اما در مورچه‌های انتحاری به گونه‌ای اصلاح شده‌اند که تنها در هنگام مواجهه با تهدیدات خاص فعال می‌شوند.  

2. بیان بالای ژن p53: این ژن که به "محافظ ژنوم" معروف است، در این مورچه‌ها نقش دوگانه‌ای ایفا می‌کند و هم از تخریب غیرضروری سلول‌ها جلوگیری می‌کند و هم در مواقع لازم مرگ برنامه‌ریزی شده سلولی را آغاز می‌نماید.  

3. کانال‌های یونی ویژه: این کانال‌ها امکان انقباض سریع و هماهنگ عضلات شکمی را فراهم می‌کنند و تحت کنترل ژن‌های خاصی مانند TRPM8 قرار دارند (Ulrich et al., 2019).
مطالعات الکتروفیزیولوژیک نشان داده‌اند که این سیستم در کارگران مینور به گونه‌ای تنظیم شده که تنها در مواجهه با تهدیدات خاص (مانند حضور شکارچیان بزرگ) فعال می‌شود. این انتخاب‌پذیری از طریق گیرنده‌های شیمیایی ویژه‌ای امکان‌پذیر شده که قادر به تشخیص نشانه‌های شیمیایی خطر هستند (Barden et al., 2021).

### اپی‌ژنتیک و تفاوت‌های فنوتیپی
جالب اینجاست که تمام کارگران مینور از نظر ژنتیکی مشابه هستند، اما تنها برخی به رفتار انتحاری می‌پردازند. تحقیقات نشان می‌دهد عوامل اپی‌ژنتیکی مانند متیلاسیون DNA و تغییرات هیستونی در این تفاوت‌های رفتاری نقش کلیدی دارند. به ویژه، مناطق تنظیمی ژن‌های مرتبط با پاسخ به استرس در مورچه‌های دارای رفتار انتحاری الگوی متیلاسیون متفاوتی نشان می‌دهند.
مطالعات طولی روی کلونی‌های مختلف نشان داده که این الگوهای اپی‌ژنتیکی می‌توانند در طول زمان و در پاسخ به عوامل محیطی تغییر کنند. برای مثال، در شرایطی که کلونی تحت فشار شکارچیان قرار می‌گیرد، درصد بیشتری از کارگران مینور الگوی متیلاسیون مرتبط با رفتار انتحاری را نشان می‌دهند. این یافته‌ها نشان می‌دهد که سیستم اپی‌ژنتیک این مورچه‌ها به گونه‌ای تکامل یافته که انعطاف‌پذیری رفتاری لازم برای مقابله با تهدیدات متغیر محیطی را فراهم می‌کند (Morandin et al., 2022).

### تکامل ژن‌های مرتبط با دگرخواهی
مقایسه ژنوم این گونه با مورچه‌های غیرانتحاری نشان‌دهنده تکامل سریع چندین ژن کلیدی است که در رفتارهای اجتماعی پیچیده نقش دارند:
- ژن‌های خانواده OBP: این پروتئین‌های متصل شونده به بو در تشخیص فرومون‌های خطر نقش دارند و به مورچه‌ها امکان می‌دهند به سرعت به تهدیدات پاسخ دهند.

- ژن‌های سنتز فرومون: این ژن‌ها در مورچه‌های انتحاری به گونه‌ای اصلاح شده‌اند که امکان تولید پیام‌های شیمیایی بسیار اختصاصی را فراهم می‌کنند.

- سیستم‌های انتقال سیگنال استرس: این سیستم‌ها در مورچه‌های انتحاری بسیار حساس‌تر از گونه‌های دیگر عمل می‌کنند و امکان پاسخ سریع به تهدیدات را فراهم می‌نمایند.
تحلیل فیلوژنتیک نشان می‌دهد که این تغییرات ژنتیکی احتمالاً در طول 5-10 میلیون سال گذشته و در پاسخ به فشارهای انتخابی خاصی تکامل یافته‌اند. جالب توجه است که بسیاری از این ژن‌ها در انسان و سایر پستانداران نیز وجود دارند، اما عملکرد کاملاً متفاوتی نشان می‌دهند (Laciny & Zettel, 2018).

### کاربردهای تحقیقاتی و پزشکی
ترکیبات سمی تولید شده توسط این مورچه‌ها منبع بالقوه‌ای برای توسعه داروهای جدید هستند:
- خواص ضد میکروبی: مایع دفاعی این مورچه‌ها حاوی پپتیدهای ضد میکروبی قدرتمندی است که علیه طیف وسیعی از پاتوژن‌ها مؤثر هستند.
- پتانسیل ضد سرطانی: برخی ترکیبات موجود در این مایع توانایی مهار رشد سلول‌های سرطانی را در مدل‌های آزمایشگاهی نشان داده‌اند.
- حشره‌کش‌های انتخابی: این ترکیبات می‌توانند پایه‌ای برای توسعه نسل جدیدی از آفت‌کش‌های دوستدار محیط زیست باشند.

تحقیقات ژنتیکی روی این گونه علاوه بر کاربردهای عملی، می‌تواند بینش‌های جدیدی درباره مکانیسم‌های خودتخریبی کنترل شده در سلول‌های انسانی ارائه دهد. درک این مکانیسم‌ها می‌تواند به پیشرفت‌هایی در درمان بیماری‌هایی مانند سرطان و بیماری‌های خودایمنی منجر شود.